# Protomognathus
Protomognathus là một chi côn trùng thuộc họ Formicidae. Chi này có các loài sau:
- Protomognathus americanus